# Ranzenried
Ranzenried (westallgäuerisch: Rantsəriəd) ist ein Gemeindeteil der bayerisch-schwäbischen Gemeinde Stiefenhofen im Landkreis Lindau (Bodensee).

## Geographie
Der Weiler liegt rund 1,2 Kilometer südlich des Hauptortes Stiefenhofen und zählt zur Region Westallgäu. Südlich der Ortschaft befindet sich das Ranzentöbele.

## Ortsname
Der Ortsname setzt sich aus dem Familiennamen Ranz sowie dem Grundwort -ried zusammen und bedeutet Rodung eines Ranz.

## Geschichte
Ranzenried wurde erstmals im Jahr 1433 mit einem Gut zu Rantzeried urkundlich erwähnt. Im Jahr 1808 wurden fünf Anwesen im Ort gezählt.

## Persönlichkeiten
- Leo Rosenberg (1879–1963), Rechtswissenschaftler, überlebte die NS-Zeit in Ranzenried[3]